# Marc Davis (Schiedsrichter)

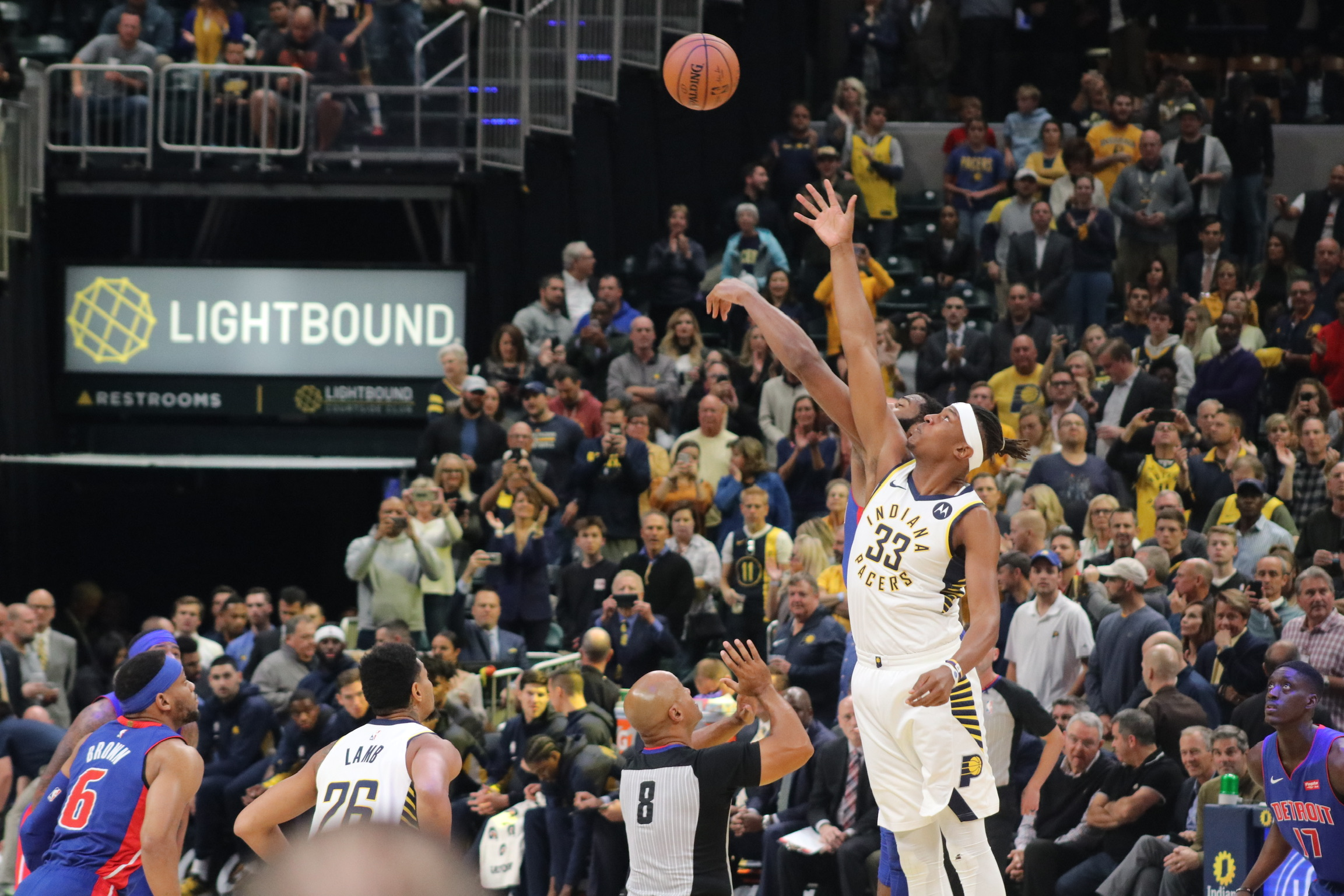
Marc Davis (unten in der Mitte) im Oktober 2019

Marc Davis (* 13. Dezember 1967 in Chicago, Illinois) ist ein US-amerikanischer Schiedsrichter im Basketball, der seit dem Jahr 1999 in der NBA tätig ist. Er trägt die Uniform mit der Nummer 8.

## Karriere

### College-Basketball
Vor dem Einstieg in die professionellen Basketballwettbewerbe arbeitete er als College-Basketballschiedsrichter.

### Continental Basketball Association
Zunächst arbeitete er für drei Jahre als Schiedsrichter in der Continental Basketball Association.

### National Basketball Association
Davis begann im Jahr 1999 seine NBA-Schiedsrichterlaufbahn beim Spiel der Los Angeles Clippers gegen die Chicago Bulls.